# Людвік Камінський
Людвік Камінський кодове ім’я: LK, (пол. Ludwik Kamiński, нар. 1786 р ., ймовірно, у маєтку Бостинь, пом. 7 серпня 1867 р. у Варшаві) – польський перекладач і поет.

## Біографія
Він народився в маєтку Бостинь, що належив до роду Кожангрудських Немировичів-Щиттів, як рідний син Міхала Казимира Паца  та панни Камінської, можливо, гувернантки в маєтку Немировичів-Щитт, власника Бостиня. До 14 років виховувався у варшавському пансіоні француза Руссо. Протягом наступних двох років (1801-1802) він завершив свою освіту в Парижі, а потім у Лондоні (разом зі своїм зведеним братом Людвіком М. Пацем). Пізньої осені 1806 р. він вступив до 3-го піхотного полку (згодом 11-го піхотного полку) полковника Станіслава К. Мельжинського в Познані. Почав службу в чині підпоручика, а через кілька місяців (навесні 1807 р.) брав участь в облозі Гданська. У другій половині року його швидко підвищили — спочатку до лейтенанта, а потім — до капітана. У 1809 році, вже будучи офіцером головного штабу, 1 серпня був приписаний до 5-го піхотного полку батальйонним старшиною (у чині підполковника). Нагороджений за військові заслуги Лицарським хрестом ордена Virtuti Militari. У грудні був направлений до штабу 2-ї дивізії генерала Яна Домбровського. 5 квітня 1810 року його перевели, цього разу до 15-го піхотного полку. У воєнну кампанію 1812 р. знову воював на посаді батальйонного начальника 5-го піхотного полку. Відзначився хоробрістю під час відступних боїв у Курляндії (відзначено в доповіді маршала Макдональда від 21 листопада 1812), Литві та Пруссії. Незабаром він воював в обложеному Гданську.
Після закінчення військової служби він одружився (1815) з Барбарою Вальковською та оселився в Ґуркі-Боже, які йому подарував його зведений брат Міхал Ґедеон Радзивілл. У 1821 році вступив до Патріотичного товариства.
Помер у Варшаві 7 серпня 1867 року.

## Творчість
Близько 1839 року він почав співпрацювати з Варшавською бібліотекою. Раніше (з 1834 р.) він також співпрацював з іншими журналами (напр. Марзанна). Починаючи з 40-х років. У 19 столітті він цікавився флорою, влаштовував гербарії та заснував оранжерею рідкісних рослин.

### Основні твори
Свої вірші та літературні рецензії публікував у журналах і збірниках, зокрема:
- Варшавська бібліотека (рецензії тут: 1841, т. 1, с. 166-169; 1842, т. 4, с. 622-626)
- Дністер. Збірник статей у віршах і прозі для розваги та навчання , ред. С. Яшовський, Львів 1841 (тут: Boginki. Комунальний роман горян Татри з Опатівщини, пред. C. Zgorzelski в: «Польська балада», Вроцлав 1962, Національна бібліотека, серія I, № 177)
- Марзанна, ред. Волнєвич, Вроцлав 1834 (тут: Смерть, сонет; Тюрма)
- Радегаст (тут: Що таке надія для людини? Що таке людина без надії? 1843, т. 1, стор. 26-28).

Дуже популярний вірш Камінського під назвою «Спогади ветерана» опублікував В. Коротинський, Kurier Warszawski 1917, № 224. Два його вірші, внесені до альбому А. Мєльжинської («На погляд Мілослава», 24 червня 1832 р.; «На погляд Анєлі Мєльжинської») опублікував Я. Міколайтіс: «Album Anieli», Ruch Literacki 1932, No. 2

## Зовнішні посилання
- Книги в перекладах Людвіка Камінського в бібліотеці Polona